# Canário-de-cabeça-amarela

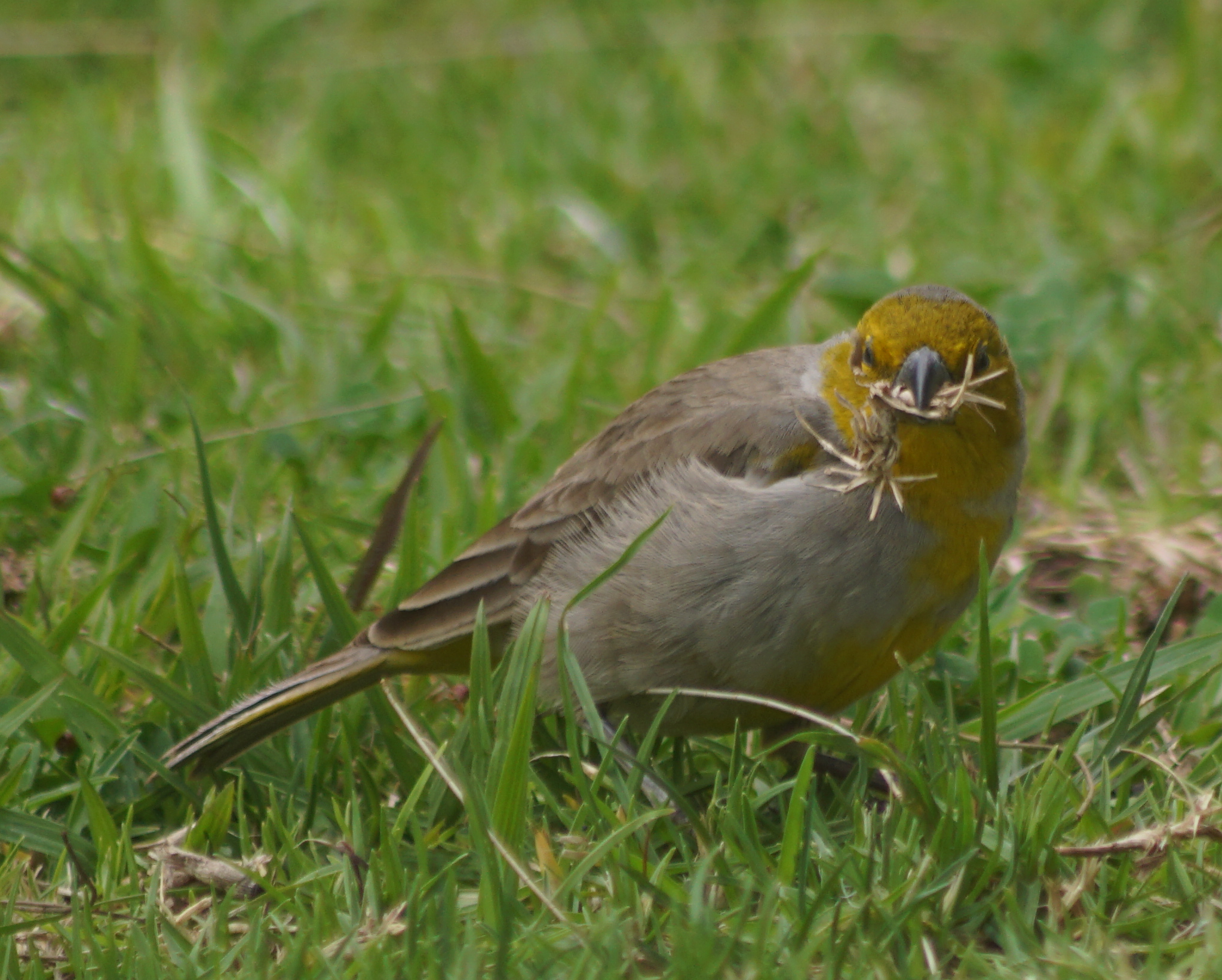
Um canário-de-cabeça-amarela com cabeça de amarela (Sicalis luteocephala) comendo sementes no cemitério geral (Cementerio General) em Sucre, Bolívia.

O canário-de-cabeça-amarela (Sicalis luteocephala) é uma espécie de ave da família Thraupidae. É encontrado nos Andes da Bolívia e no extremo norte da Argentina. Seu habitat natural são matagais subtropicais ou tropicais de alta altitude.